# Rune Wenzel

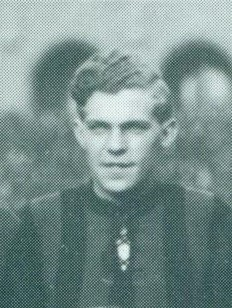
Rune Wenzel mit GAIS, 1919

Rune Wenzel (* 4. Januar 1901; † 29. Juli 1977) war ein schwedischer Fußballspieler.

## Laufbahn
Wenzel kam 1917 zu GAIS Göteborg. Der Mittelfeldspieler spielte ab 1924 für den Verein in der Allsvenskan. In den ersten drei Spielzeiten verpasste er kein Spiel. Insgesamt bestritt er 160 Erstligaspiele und erzielte dabei 33 Tore. 1932 beendete er seine Karriere.
Wenzel spielte zwischen 1919 und 1930 30 Mal für die schwedische Nationalmannschaft. Damit hält er den vereinsinternen Rekord mit den meisten Berufungen.

## Erfolge
- Schwedischer Meister: 1925, 1927, 1931

| Personendaten    | Personendaten               |
| ---------------- | --------------------------- |
| NAME             | Wenzel, Rune                |
| KURZBESCHREIBUNG | schwedischer Fußballspieler |
| GEBURTSDATUM     | 4. Januar 1901              |
| STERBEDATUM      | 29. Juli 1977               |